# مغامرة قدم الشيطان
مغامرة قدم الشيطان (بالإنجليزية: The Adventure of the Devil's Foot)‏ واحدة من 56 قصة قصيرة لــ شرلوك هولمز من تأليف السير آرثر كونان دويل. وهي واحدة من ثمانية قصص قصيرة من سلسلة قوسه الأخير: بعض ذكريات شيرلوك هولمز، نشرت القصة في عام 1910.

## الترجمة العربية
مغامرة قدم الشيطان، مؤسسة هنداوي، ترجمة زينب عاطف ومراجعة محمد قتحي خضر.